# Laines-aux-Bois
Laines-aux-Bois is een gemeente in het Franse departement Aube (regio Grand Est) en telt 461 inwoners (1999). De plaats maakt deel uit van het arrondissement Troyes.

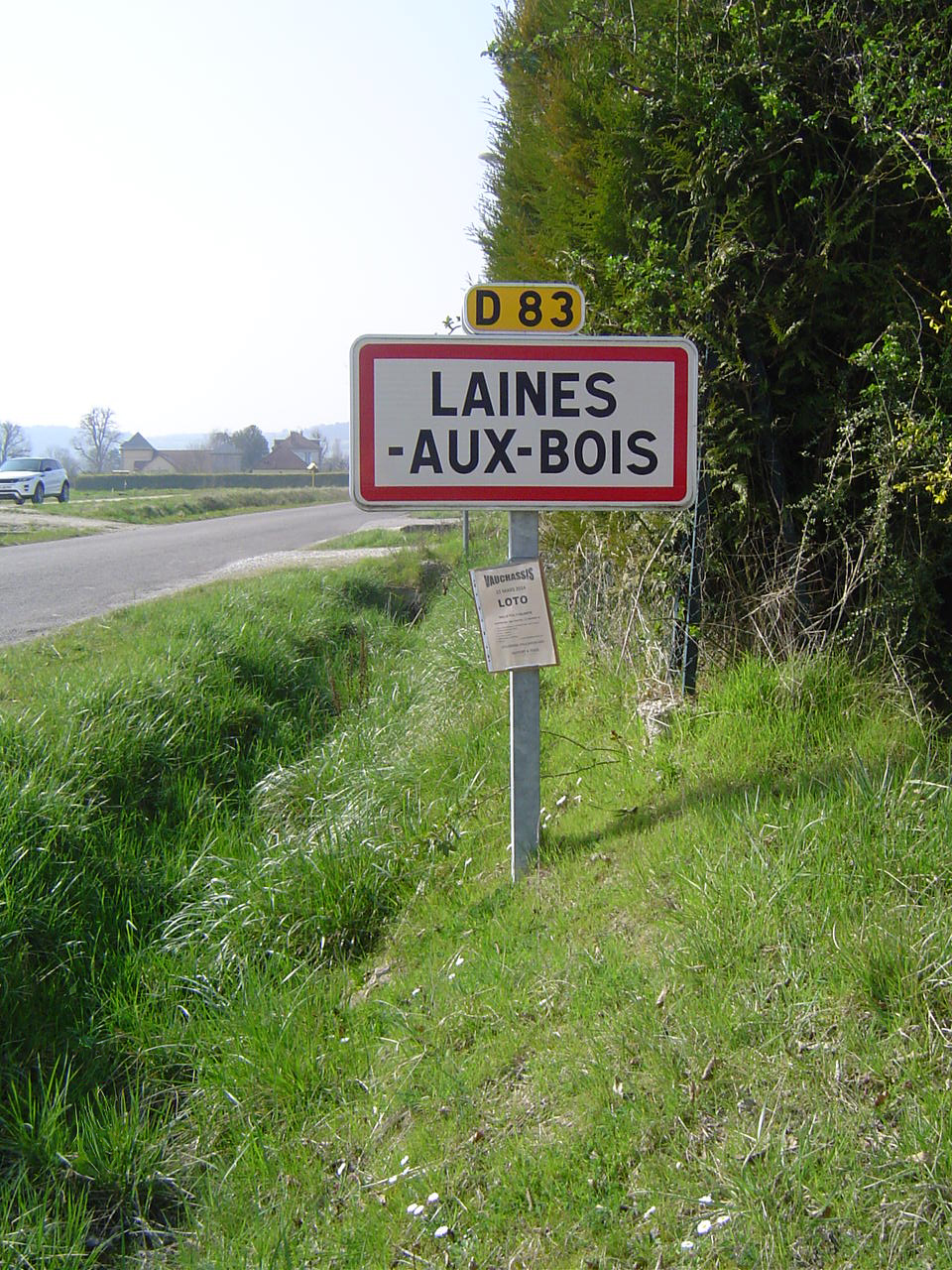
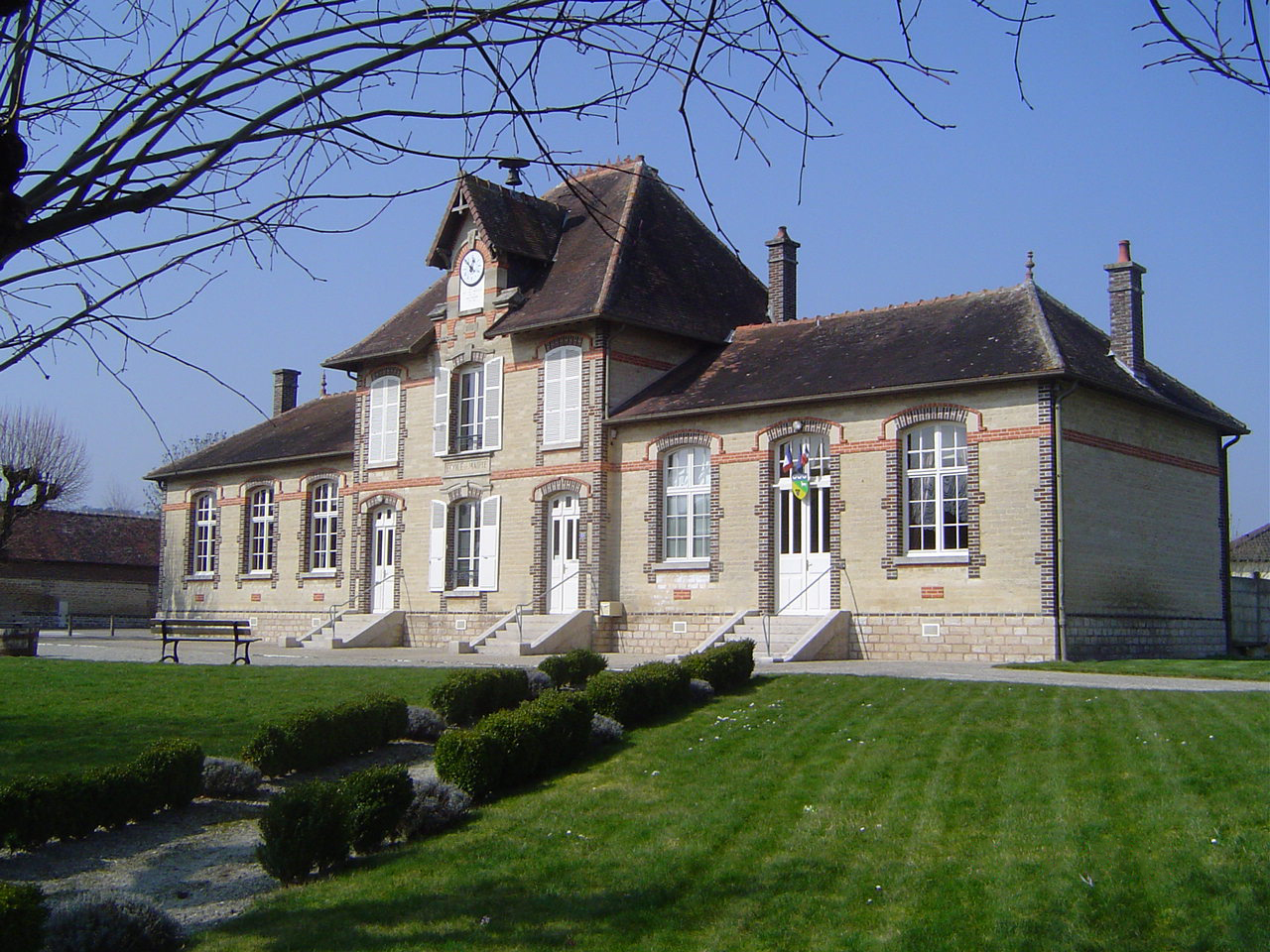
Gemeentehuis
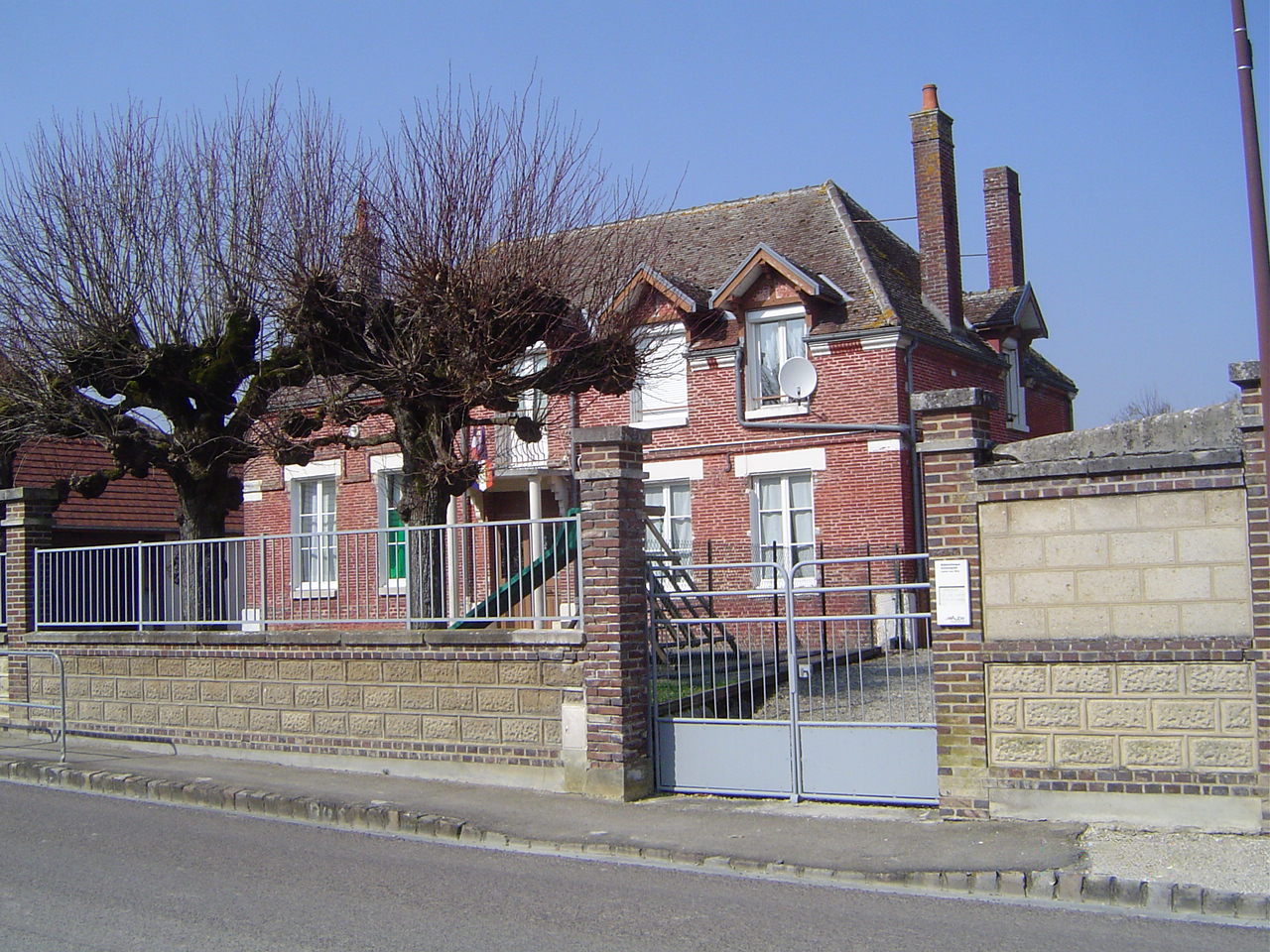
Openbare bibliotheek
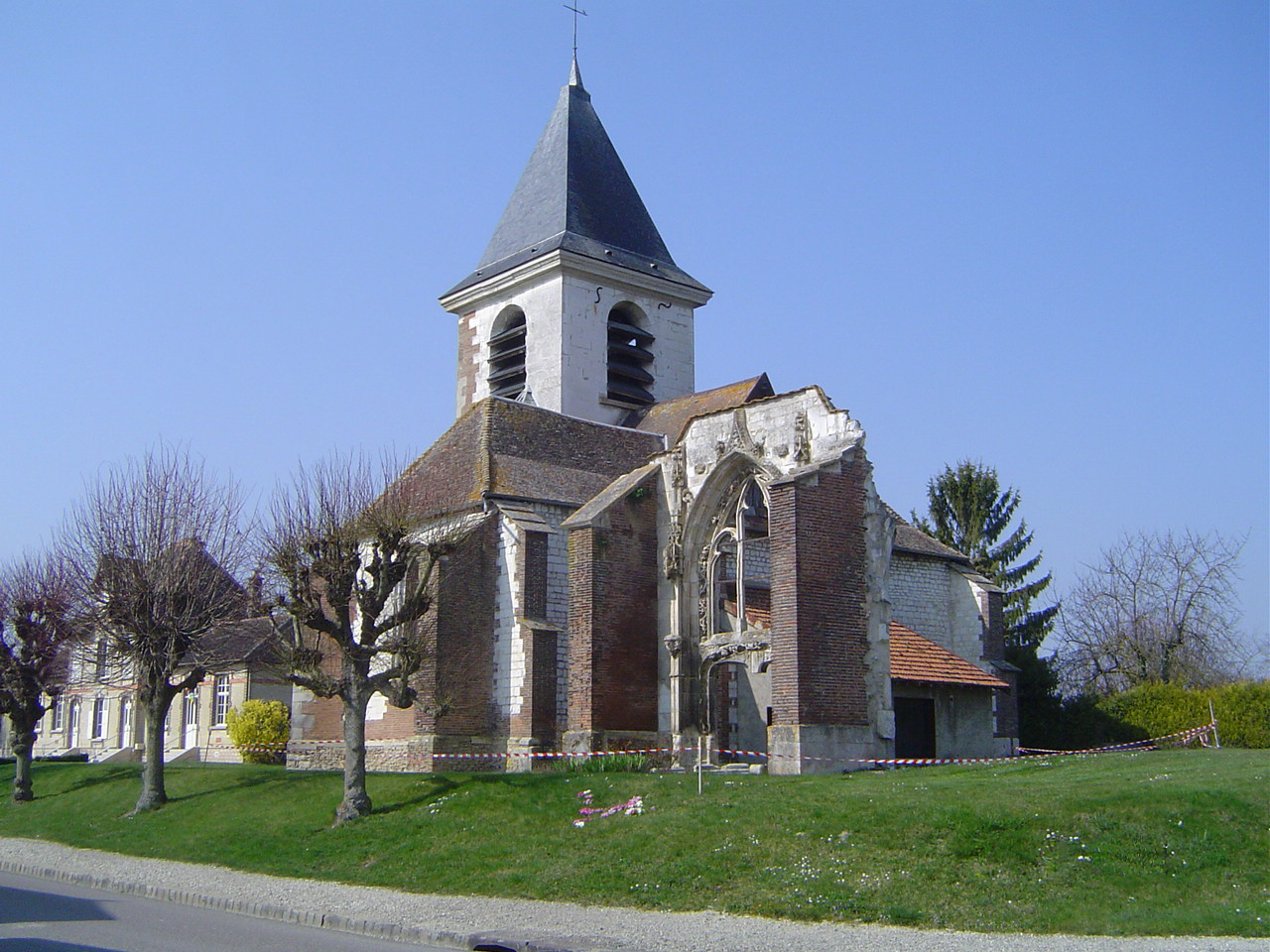
Kerk in Laines-aux-Bois

## Geografie
De oppervlakte van Laines-aux-Bois bedraagt 16,6 km², de bevolkingsdichtheid is 27,8 inwoners per km².
De onderstaande kaart toont de ligging van Laines-aux-Bois met de belangrijkste infrastructuur en aangrenzende gemeenten.

## Demografie
Onderstaande figuur toont het verloop van het inwonertal (bron: INSEE-tellingen).

Vanwege een beveiligingsprobleem met de MediaWiki Graph-software is het momenteel niet mogelijk deze grafiek weer te geven. Zodra de software is bijgewerkt zal de grafiek vanzelf weer zichtbaar worden.